# 世界の秘境に嫁いだ日本人妻
『世界の秘境に嫁いだ日本人妻』（せかいのひきょうにとついだにほんじんつま）は、テレビ東京系列の『日曜ビッグバラエティ』枠で不定期に放送されていたドキュメンタリー番組である。テレビ東京とゼロスの共同製作。
世界の様々な秘境に嫁いだ日本人妻を紹介していた。

## 放送日時
| 回数  | 放送日         | 日時               | 視聴率 |
| ----- | -------------- | ------------------ | ------ |
| 第1回 | 2011年7月3日   | 日曜 19:54 - 21:48 | 6.0%   |
| 第2回 | 2012年6月3日   | 日曜 19:54 - 21:48 | 9.0%   |
| 第3回 | 2012年11月11日 | 日曜 19:54 - 21:48 | 12.1%  |
| 第4回 | 2013年4月21日  | 日曜 19:54 - 21:48 |        |
| 第5回 | 2013年11月10日 | 日曜 19:54 - 21:48 |        |
| 第6回 | 2014年4月27日  | 日曜 19:54 - 21:48 |        |
| 第7回 | 2015年2月8日   | 日曜 19:54 - 21:48 |        |
| 第8回 | 2016年1月17日  | 日曜 19:54 - 21:48 |        |

## スタッフ

### 第5回現在
- ナレーション：屋良有作
- 構成：釜澤安季子
- 撮影：高橋一博、石川泰之、小早川豊、青島幹人
- 音声：山田亮佑、染谷一輝、武田圭介、本橋タカシ
- 編集：庄司裕幸
- MA：片山拓朗
- 音効：柳沢三重子
- リサーチ：田中郁子
- 技術協力：コスモ・スペース、テクノマックス、ゼファー
- 番宣：澁谷牧代（テレビ東京）
- デスク：吉田麻紀子（テレビ東京）
- AD：川崎俊明
- ディレクター：篠田千春、成田理、高柳実行、飯田宗城
- プロデューサー：澤井伸之（テレビ東京）、渡辺大樹（テレビ東京）、能登屋重男
- チーフプロデューサー：加藤正敏（テレビ東京）
- 製作：テレビ東京、ゼロス

### 過去のスタッフ
- 構成：猪股有紀子
- 撮影：田中健太、金井健
- 音声：大島草太、真田光、渡邉英紀
- 編集：堤晴人
- MA：武田明賢
- 音効：宇賀神守宏
- ディレクター：佐藤恭也、竹前光昭、田辺勝弘、上島昌之
- プロデューサー：福田真砂美